# Pietro Costa
Pietro Costa (Celle Ligure, 29 giugno 1849 – Roma, 13 marzo 1901) è stato uno scultore italiano.

## Biografia
Nacque a Celle Ligure nel 1849, figlio del calzolaio Agostino Costa e di Domenica.
A Genova frequentò l'Accademia Ligustica di Belle Arti, studiando poi a Firenze e a Roma.
Tornato a Genova, si sposò con Antonietta Piaggio e collaborò con l'architetto e pittore Maurizio Dufour. 
Vinse nel 1879 i concorsi per il monumento a Vittorio Emanuele II a Torino, realizzato nel 1899, e per il monumento a Mazzini a Genova, inaugurato nel 1882.
Sue molte sculture funerarie nel Cimitero di Staglieno, la statua di Francesco Redi per il portico degli Uffizi e la statua di San Iacopo per la facciata di Santa Maria del Fiore (1887).
Morì a Roma nel 1901 e le sue spoglie riposano nel cimitero di Celle Ligure.